# Agnoteri
L'agnoteri (Agnotherium antiquum) és una espècie extinta de mamífer carnívor de la família dels amficiònids que visqué al Vell Món durant el Miocè mitjà. Es tracta de l'única espècie reconeguda del gènere Agnotherium. Era un hipercarnívor corredor adaptat per empaitar les preses a tota velocitat. Tenia la mida d'un lleó i les estimacions del seu pes van des de 158 kg fins a 275 kg.